# 宝岛聚焦
寶島聚焦（英语：Focus On Taiwan），是香港凤凰卫视于2014年1月7日开播的的一档周播节目。前身為接档《解码陈文茜》的《台湾名嘴汇》（Taiwan Talk Show），为《凤凰观天下》时段的节目之一；直到2016年正式屬於獨立時段，2017年更名為《寶島聚焦》（Focus On Taiwan），2018年再度成為《鳳凰觀天下》時段的節目之一。
节目初期由台湾具有知名度与影响力的评论员组成主持组合，将最受观众欢迎的台湾名嘴邀请到凤凰卫视，每集节目主题以台湾当周最热门话题为主，包括政治、军事、两岸大局变化、财经资讯分析等。还有为观众随时追击2014年台湾九合一选举的实况，第一时间分析动向。
2022年1月1日，凤凰卫视全面改版升级，《宝岛聚焦》更名为《台湾板凳宽》。后于2023年4月29日停播。

## 播出时间[3]
- 凤凰卫视中文台：香港时间周六18：15-18：45首播，周日15：15-15：45、周一24：00-24：25、9：00-9：30重播。
- 凤凰卫视欧洲台：格林威治时间周二22：25-23：00首播，周三12：20-12：55重播。
- 凤凰卫视美洲台：美国西部时间周二18：10-18：45首播，周三2：05-2：40重播。
- 凤凰卫视澳洲版：悉尼时间周三7：25-8：00首播，18：50-19：25重播。

### 临时编排
2014年6月9日-7月11日，美洲台因播出2014年世界杯足球赛特别节目《巨星面對面》等腾讯制作的原创节目（播出时间：18:40-19:00），节目提前至18：05播出、18：40分结束。
2017年9月12日起，因《震海听风录》暂停播出，原时段（包括首播和重播）节目以该节目代替，在此期间，节目共设7个播出档次，2018年1月3日起正式實施。

## 主持人
本节目由台湾具一定知名度与影响力的评论员担任主持，但并非固定。
- 林清彬
- 赖岳谦
- 邱毅
- 刘宝杰
- 陈凤馨
- 李庆安
- 唐湘龙
- 兰萱
- 周玉蔻
- 谢震武
- 陈文茜
- 赵少康
- 岑永康

## 特别节目
- 2014年3月25日：服贸风暴特别节目[5]